# Campeonato Europeo de Patinaje de Velocidad sobre Hielo de 2017
El CXI Campeonato Europeo de Patinaje de Velocidad sobre Hielo se celebró en Heerenveen (Países Bajos) del 6 al 8 de enero de 2017 bajo la organización de la Unión Internacional de Patinaje sobre Hielo (ISU) y la Federación Neerlandesa de Patinaje sobre Hielo.
Las competiciones se realizaron en el estadio Thialf de la ciudad neerlandesa.
Inicialmente el campeonato fue adjudicado a la ciudad de Varsovia (Polonia), pero la Asociación Polaca de Patinaje de Velocidad canceló la organización del evento por problemas con el estadio.

## Resultados

### Masculino
| Evento                      | Oro                                       | Plata                                         | Bronce                                    |
| --------------------------- | ----------------------------------------- | --------------------------------------------- | ----------------------------------------- |
| 500 m (07.01)               | Sindre Henriksen · Noruega · 36,30 s      | Jan Blokhuijsen · Países Bajos · 36,43 s      | Denis Yuskov · Rusia · 36,44 s            |
| 1500 m (08.01)              | Denis Yuskov · Rusia · 1:46,54            | Sven Kramer · Países Bajos · 1:46,55          | Sindre Henriksen · Noruega · 1:47,82      |
| 5000 m (07.01)              | Sven Kramer · Países Bajos · 6:10,58      | Jan Blokhuijsen · Países Bajos · 6:16,86      | Sverre Lunde Pedersen · Noruega · 6:20,17 |
| 10 000 m (08.01)            | Sven Kramer · Países Bajos · 13:06,30     | Jan Blokhuijsen · Países Bajos · 13:11,95     | Bart Swings · Bélgica · 13:15,54          |
| Clasificación total (08.01) | Sven Kramer · Países Bajos · 148,699 pts. | Jan Blokhuijsen · Países Bajos · 149,816 pts. | Bart Swings · Bélgica · 151,293 pts.      |

### Femenino
| Evento                      | Oro                                           | Plata                                              | Bronce                                           |
| --------------------------- | --------------------------------------------- | -------------------------------------------------- | ------------------------------------------------ |
| 500 m (06.01)               | Ireen Wüst · Países Bajos · 39,26 s           | Antoinette de Jong · Países Bajos · 39,56 s        | Natalia Czerwonka · Polonia · 39,85 s            |
| 1500 m (07.01)              | Ireen Wüst · Países Bajos · 1:56,57           | Antoinette de Jong · Países Bajos · 1:58,34        | Martina Sáblíková · República Checa · 1:58,72    |
| 3000 m (06.01)              | Ireen Wüst · Países Bajos · 4:03,93           | Martina Sáblíková · República Checa · 4:04,73      | Antoinette de Jong · Países Bajos · 4:05,44      |
| 5000 m (07.01)              | Martina Sáblíková · República Checa · 6:57,47 | Ireen Wüst · Países Bajos · 7:03,54                | Yvonne Nauta · Países Bajos · 7:05,41            |
| Clasificación total (08.01) | Ireen Wüst · Países Bajos · 161,125 pts.      | Martina Sáblíková · República Checa · 162,288 pts. | Antoinette de Jong · Países Bajos · 162,645 pts. |

## Medallero
- Solo se otorgan medallas en la clasificación general.

| Núm. | País            | Oro | Plata | Bronce | Total |
| ---- | --------------- | --- | ----- | ------ | ----- |
| 1    | Países Bajos    | 2   | 1     | 1      | 4     |
| 2    | República Checa | 0   | 1     | 0      | 1     |
| 3    | Bélgica         | 0   | 0     | 1      | 1     |
|      | TOTAL           | 2   | 2     | 2      | 6     |